# Jiří Barta
Pour les articles homonymes, voir Barta.
Pour le pianiste et compositeur, voir Jiří Bárta.
Jiří Barta, né le 26 novembre 1948 à Prague, est un réalisateur tchèque de film d'animation. Il est considéré comme un réalisateur de cinéma d'animation très important ; certains de ses travaux ont obtenu des prix internationaux.

## Biographie
Jiří Barta fait ses études  à l’École des arts décoratifs de Prague et réalise ses premiers courts métrages dès le milieu des années 1970. Il participe  également  à la troupe de Karel Makonj qui prône un théâtre de marionnettes pour adultes. Il entre en 1982 au studio Krátký film.    
En 1986 sort Krysar, le joueur de flûte (Krysař) qui est adapté du Joueur de flûte de Hamelin, légende médiévale allemande. C'est une œuvre d'une grande originalité sur les plans plastique, narratif et technique.
Après l'effondrement du régime soviétique et la fin des studios d'état, le financement des films d'animation en Tchécoslovaquie devient plus complexe. Jiří Barta travaille sur un projet de long-métrage inspiré du Golem de Gustav Meyrink, mais ne parvient pas à trouver les financements et le film, débuté en 1993, reste inachevé.
En 2009 sort Drôle de grenier ! (Na půdě aneb Kdo má dneska narozeniny?) où de courageux jouets, tout droit sortis d'une valise oubliée dans un grenier, partent pour un voyage rempli de dangers et de surprises à la recherche de leur amie Madeleine, capturée par la Tête, chef de l'Empire du mal. Les auteurs de cette histoire redonnent vie aux objets les plus désuets, relégués dans un grenier poussiéreux, en leur "bricolant" une nouvelle apparence et en les animant.
En France, les  deux longs métrages de Jiří Barta, Krysar et Drôle de Grenier, ont été distribués en salles.
En 2015, le Festival Premiers Plans d'Angers  consacre une grande rétrospective à l'auteur ainsi qu'une exposition.

## Filmographie

### Courts métrages
- 1975 : Spiritueux [Špirituály] - 8 min
- 1978 : Devinettes pour un bonbon [Hádanky za bonbón] - 8 min
- 1980 : Le Disc-jockey [Diskžokej] - 10 min
- 1981 : Projet [Projekt] - 6 min
- 1982 : Le  onde disparu des gants (Zaniklý svět rukavic) - 17 min
- 1983 : Ballade du bois vert (Balada o zeleném drevu) - 11 min
- 1987 : Le Dernier Larcin [Poslední lup] – 22 min
- 1988 : Autoportrait [Autoportrét] - 30 s (épisode du film collectif Autoportraits animés [Animated Self-Portraits] auxquels ont également participé : Sally Cruikshank, David Ehrlich, Candy Kugel, Maureen Selwood, Bill Plympton, Mati Kütt, Priit Pärn, Riho Unt, Hardi Volmer, Borivoj Dovniković-Bordo, Nikola Majdak, Joško Marušić, Dušan Vukotić, Pavel Koutský, Jan Švankmajer, Kihachiro Kawamoto, Renzo Kinoshita et Osamu Tezuka - 8 min)
- 1989 : Le Club des laissés-pour-compte [Klub odložených] - 24 min
- 1996 : Golem [Golem] - 7 min
- 1996 : Logo MTV
- 2002 : Le Tyran et l'Enfant (Tyran a dítě) - 13 min
- 2005 : L'Année tchèque (Dopisy z Česka) - 4 min (troisième partie du film Lettre de République tchèque [Letters from Czecho) co-réalisé avec Pavel Koutský et Michaela Pavlátová, produit pour l'expo AICHI 2005 - 9 min)
- 2007 : Cuisine, petite maison ! (Domečku, vař!) - 10 min
- 2012 : Yuki onna - La Femme des neiges [Yuki onna - Sněžná žena] - 14 min
- 2013 : L'Apesanteur [Zemská tíže] - 1 min

### Longs métrages
- 1985 : Krysar, le joueur de flûte (Krysař) - 53 min
- 2009 : Drôle de grenier ! (Na půdě aneb Kdo má dneska narozeniny?) - 1h15

### Autres travaux
- 1987 : La Cabane aux loups [Vlčí bouda], film réalisé par Věra Chytilová (décorateur)
- 1991 : Le Labyrinthe [Labyrint], film réalisé par Jaromil Jireš (réalisation des séquences animées)
- 1998 : Ibn battuta, spectacle du théâtre Dar al-althar (Koweït), coopération sur les parties lanterne magique
- 2016 : Drôle de grenier !, mise en scène théâtrale, adaptation de son film homonyme

### Vidéographie
. Master class de Jiří Barta au festival Premiers Plans à Angers, janvier 2015